# Milton (town w stanie Nowy Jork)
Milton – town w Stanach Zjednoczonych, w stanie Nowy Jork, w hrabstwie Saratoga.
Powierzchnia town wynosi 35,75 mi² (około 92,6 km²). W 2010 roku jego populacja wynosiła 18 575 osób, a liczba gospodarstw domowych: 7657. W 2000 roku zamieszkiwało je 17 103 osób, a w 1990 mieszkańców było 14 658.
W obrębie town leży częściowo village Ballston Spa oraz dwa CDP: Milton i North Ballston Spa.